# (4036) Whitehouse
(4036) Whitehouse es un asteroide perteneciente al cinturón de asteroides, descubierto el 21 de febrero de 1987 por Henri Debehogne desde el Observatorio de La Silla, Chile.

## Designación y nombre
Designado provisionalmente como 1987 DW5. Fue nombrado Whitehouse en honor al periodista científico y escritor británico David Whitehouse.